# Sprints
Sprints ist eine irische Post-Punk-Band aus Dublin.

## Geschichte
Mitte der 2010er Jahre gründete die Sängerin und Gitarristen Karla Chubb, die als Kind zeitweise in Düsseldorf gelebt hatte, mit dem Gitarristen Colm O’Reilly und dem Schlagzeuger Jack Callan eine Indie-Folk-Band. Die drei Musiker kennen sich seit ihrer Kindheit und machten bereits im Alter von zehn Jahren zusammen Musik. Nachdem die drei ein Konzert der Band Savages besuchten schloss sich der Bassist Sam McCann an und die Band wurde im Jahre 2019 gegründet. Der Bandname Sprints ist laut der Sängern Karla Chubb eine Zielsetzung. Es soll um Adrenalin, hohe Herzfrequenz und hohes Tempo gehen. Anfang 2020 veröffentlichte die Band ihre erste Single Kissing Practice im Selbstverlag, bevor sie von Nice Swan Records unter Vertrag genommen wurden.
Am 26. März 2021 veröffentlichte die Band ihre erste EP Manifesto, die von Daniel Fox produziert und von dem Referendum über die Abschaffung des Abtreibungsverbotes in Irland 2018 inspiriert wurde. Ein Jahr später folgte die zweite EP A Modern Job. Die Band spielte auf den Festivals South by Southwest und Glastonbury Festival sowie im Vorprogramm von Liam Gallagher und The Dubliners. Im Januar 2023 unterschrieben Sprints einen Vertrag beim deutschen Plattenlabel City Slang. Zwei Monate später nahm die Band zusammen mit Daniel Fox in Frankreich ihr Debütalbum Letter to Self auf, dass am 5. Januar 2024 veröffentlicht wurde und Platz elf der irischen und Platz 20 der britischen Albumcharts erreichte. Im Februar 2024 spielte die Band eine Co-Headliner-Tournee mit English Teacher durch Europa. Im Mai 2024 verließ der Gitarrist Colm O’Reilly die Band. Sein Nachfolger wurde Zac Stephenson.
Im Sommer 2025 spielten Sprints auf dem Deichbrand-Festival, traten gemeinsam mit Kate Nash beim Glastonbury Festival auf und tourten im Vorprogramm von Fontaines D.C. durch Europa. Für den 26. September 2025 kündigte die Band ihr zweites Studioalbum All That Is Over an.

## Stil
James Wilkinson vom Onlinemagazin Allmusic beschrieb Sprints als Alternative-Rock-Quartett, das „Aspekte des Post-Punk und Garage Punk einarbeitet und einen dringenden und verwundbaren Sound zu liefern, der gleichzeitig technisch präzise bleibt“. Die Stimmung änderte sich häufig, „von nachdenklich zu erheiternd oder von disharmonisch bis melodisch“. Rishi Shah vom britischen Magazin New Musical Express schrieb, dass die Band „verschachtelten Alternative Rock mit heftigen Ausbrücken von Noise-Punk und Grunge vermählt“. Die Musik wurde mit Bands wie den Pixies, Bauhaus, Siouxsie and the Banshees, King Gizzard & the Lizard Wizard, Savages, LCD Soundsystem oder Idles verglichen. Julia Köhler vom deutschen Magazin Visions empfahl das Debütalbum Letter to Self für Fans der Bands Press Club, Idles und Savages. Sängerin Karla Chubb ist hinsichtlich ihres Gesangs von Patti Smith und David Byrne (Talking Heads) inspiriert. Ihre Texte beschreibt sie als autobiografisch und spontan. Sie handeln von Identität, da sie lange damit kämpfte, sich selbst zu akzeptieren, ihre Fehler, ihre Unterschiede und queer zu sein.

## Diskografie
Alben

| Jahr | Titel Musiklabel          | Höchstplatzierung, Gesamtwochen, AuszeichnungChartplatzierungen (Jahr, Titel, Musiklabel, Platzierungen, Wochen, Auszeichnungen, Anmerkungen) | Höchstplatzierung, Gesamtwochen, AuszeichnungChartplatzierungen (Jahr, Titel, Musiklabel, Platzierungen, Wochen, Auszeichnungen, Anmerkungen) | Anmerkungen                          |
| Jahr | Titel Musiklabel          | UK | IE | Anmerkungen                          |
| ---- | ------------------------- | --- | --- | ------------------------------------ |
| 2024 | Letter to Self City Slang | UK20 (1 Wo.)UK | IE11 (1 Wo.)IE | Erstveröffentlichung: 5. Januar 2024 |

EPs
- 2021: Manifesto
- 2022: A Modern Job
- 2024: Black Box Sessions

Musikvideos
- 2020: Kissing Practice
- 2020: The Cheek
- 2021: Modern Job
- 2022: Delia Smith
- 2022: Literary Mind
- 2023: Adore Adore Adore
- 2023: Up and Comer
- 2023: Shadow of a Doubt
- 2024: Heavy
- 2024: Feast
- 2025: Descartes
- 2025: Rage
- 2025: Beg

## Musikpreise
| Jahr | Kategorie               | für            | Resultat  |
| ---- | ----------------------- | -------------- | --------- |
| 2024 | Irish Album of the Year | Letter to Self | Nominiert |

| Jahr | Kategorie        | für            | Resultat  |
| ---- | ---------------- | -------------- | --------- |
| 2025 | Best Punk Record | Letter to Self | Nominiert |